# Pustohorod, Hluhiv
Pustohorod (în ucraineană Пустогород) este localitatea de reședință a comunei Pustohorod din raionul Hluhiv, regiunea Sumî, Ucraina.

## Demografie
Componența lingvistică a localității Pustohorod
     Ucraineană (84,34%)
     Rusă (15,42%)
Conform recensământului din 2001, majoritatea populației localității Pustohorod era vorbitoare de ucraineană (84,34%), existând în minoritate și vorbitori de rusă (15,42%).